# كأس آسيا 1992
أقيمت نهائيات كأس آسيا 1992 في محافظة هيروشيما، اليابان في الفترة بين 29 أكتوبر و8 نوفمبر 1992. توج منتخب اليابان المضيف بالكأس بعد تغلبه على السعودية في المباراة النهائية التي جرت في هيروشيما.

## الملاعب
| أسامينامي-كو، هيروشيما | أونومیتشي          | نيشي-كو، هيروشيما |
| ---------------------- | ------------------ | ----------------- |
| هيروشيما بيغ آرش       | ملعب بينغو الرياضي | ملعب هيروشيما     |
| السعة: 50,000          | السعة: 9,245       | السعة: 13,800     |
|                        |                    |                   |

## التصفيات
- اليابان تأهلت مباشرة بصفتها المضيفة
- السعودية تأهلت مباشرة بصفتها حاملة اللقب

تنافس 20 منتخباً في التصفيات التمهيدية. جرى تقسيم الفرق على 6 مجموعات بحيث يحجز كل فريق متصدر مقعداً في النهائيات.
المنتخبات الستة الأخرى المتأهلة هي:
- الصين
- إيران
- كوريا الشمالية
- قطر
- تايلاند
- الإمارات العربية المتحدة

## الدور الأول
جميع الأوقات حسب توقيت اليابان القياسي (ت ع م+9)

### المجموعة أ
| فريق                     | لعب | ف | ت | خ | له | عليه | ف.أ | نقاط |
| ------------------------ | --- | - | - | - | -- | ---- | --- | ---- |
| اليابان                  | 3   | 1 | 2 | 0 | 2  | 1    | +1  | 5    |
| الإمارات العربية المتحدة | 3   | 1 | 2 | 0 | 2  | 1    | +1  | 5    |
| إيران                    | 3   | 1 | 1 | 1 | 2  | 1    | +1  | 4    |
| كوريا الشمالية           | 3   | 0 | 1 | 2 | 2  | 5    | −3  | 1    |

| كوريا الشمالية | 0–2   | إيران                              |
| -------------- | ----- | ---------------------------------- |
|                | تقرير | فرشاد بيوس 30' · سيروس قايقران 80' |

| اليابان | 0–0   | الإمارات العربية المتحدة |
| ------- | ----- | ------------------------ |
|         | تقرير |                          |

| إيران | 0–0   | الإمارات العربية المتحدة |
| ----- | ----- | ------------------------ |
|       | تقرير |                          |

| اليابان             | 1–1   | كوريا الشمالية            |
| ------------------- | ----- | ------------------------- |
| ماساشي ناكاياما 80' | تقرير | كيم غوانغ-مين 29' (ركلة.) |

| الإمارات العربية المتحدة     | 2–1   | كوريا الشمالية    |
| ---------------------------- | ----- | ----------------- |
| خميس سعد 81' · زهير بخيت 85' | تقرير | كيم غوانغ-مين 69' |

| اليابان            | 1–0   | إيران |
| ------------------ | ----- | ----- |
| كازويوشي ميورا 87' | تقرير |       |

### المجموعة ب
| فريق     | لعب | ف | ت | خ | له | عليه | ف.أ | نقاط |
| -------- | --- | - | - | - | -- | ---- | --- | ---- |
| السعودية | 3   | 1 | 2 | 0 | 6  | 2    | +4  | 5    |
| الصين    | 3   | 1 | 2 | 0 | 3  | 2    | +1  | 5    |
| قطر      | 3   | 0 | 2 | 1 | 3  | 4    | −1  | 2    |
| تايلاند  | 3   | 0 | 2 | 1 | 1  | 5    | −4  | 2    |

| السعودية         | 1–1   | الصين       |
| ---------------- | ----- | ----------- |
| يوسف الثنيان 17' | تقرير | لي بينغ 41' |

| تايلاند               | 1–1   | قطر            |
| --------------------- | ----- | -------------- |
| تانيس أريسنغاركول 42' | تقرير | محمود صوفي 81' |

| السعودية        | 1–1   | قطر             |
| --------------- | ----- | --------------- |
| خالد المولد 86' | تقرير | مبارك مصطفى 74' |

| الصين | 0–0   | تايلاند |
| ----- | ----- | ------- |
|       | تقرير |         |

| السعودية                                                   | 4–0   | تايلاند |
| ---------------------------------------------------------- | ----- | ------- |
| سعيد العويران 4' · فهد الهريفي 19'، 72' · يوسف الثنيان 64' | تقرير |         |

| قطر               | 1–2   | الصين              |
| ----------------- | ----- | ------------------ |
| خليفة السليطي 20' | تقرير | بينغ ويغو 44'، 58' |

## مرحلة خروج المغلوب
جميع الأوقات حسب توقيت اليابان القياسي (ت ع م+9)
|  | نصف النهائي              | نصف النهائي         |   |                     | النهائي                  | النهائي |  |
|  |                          |                     |   |                     |                          |         |  |
|  | 6 نوفمبر - هيروشيما      |                     |   |                     |                          |         |  |
|  | اليابان                  | 3                   |   |                     |                          |         |  |
|  | الصين                    | 2                   |   |                     |                          |         |  |
|  |                          |                     |   |                     |                          |         |  |
|  |                          |                     |   |                     | 8 نوفمبر - هيروشيما      |         |  |
|  |                          |                     |   |                     | اليابان                  | 1       |  |
|  |                          | السعودية            | 0 |                     |                          |         |  |
|  |                          |                     |   |                     |                          |         |  |
|  |                          |                     |   |                     |                          |         |  |
|  |                          |                     |   |                     | المركز الثالث            |         |  |
|  | 6 نوفمبر - هيروشيما      | 6 نوفمبر - هيروشيما |   | 8 نوفمبر - هيروشيما | 8 نوفمبر - هيروشيما      |         |  |
|  | السعودية                 | 2                   |   | الصين (ج.)          | 1 (4)                    |         |  |
|  | الإمارات العربية المتحدة | 0                   |   |                     | الإمارات العربية المتحدة | 1 (3)   |  |

### نصف النهائي
| اليابان                                                          | 3–2   | الصين                      |
| ---------------------------------------------------------------- | ----- | -------------------------- |
| ماساهيرو فوكودا 48' · تسويوشي كيتازاوا 57' · ماساشي ناكاياما 84' | تقرير | شيه يوشين 1' · لي شياو 70' |

| السعودية                            | 2–0   | الإمارات العربية المتحدة |
| ----------------------------------- | ----- | ------------------------ |
| سعيد العويران 77' · فهد الهريفي 80' | تقرير |                          |

### مباراة المركز الثالث
| الصين           | 1–1   | الإمارات العربية المتحدة |
| --------------- | ----- | ------------------------ |
| هاو هايدونغ 15' | تقرير | خالد إسماعيل 10'         |

### النهائي
| اليابان           | 1–0   | السعودية |
| ----------------- | ----- | -------- |
| تاكويا تاكاغي 36' | تقرير |          |

## الفائز
| بطل كأس آسيا 1992        |
| ------------------------ |
| · اليابان · للمرة الأولى |

## الجوائز

### أفضل لاعب
- كازويوشي ميورا

### الهداف
- فهد الهريفي - 3 أهداف

## إحصائيات

### مسجلي الأهداف
تصدر فهد الهريفي ترتيب هدافي المسابقة برصيد ثلاثة أهداف. سجل 31 هدفاً في المجمل عن طريق 24 لاعب مختلف، مع عدم تسجيل أي هدف بالخطأ.
3 أهداف
- فهد الهريفي

هدفين
- بينغ ويغو
- ماساشي ناكاياما
- كيم غوانغ-مين
- سعيد العويران
- يوسف الثنيان

هدف
- شيه يوشين
- لي بينغ
- لي شياو
- هاو هايدونغ
- سيروس قايقران
- فرشاد بيوس
- كازويوشي ميورا
- ماساهيرو فوكودا
- تسويوشي كيتازاوا
- تاكويا تاكاغي
- مبارك مصطفى
- خليفة السليطي
- محمود صوفي
- خالد المولد
- تانيس أريسنغاركول
- خالد إسماعيل
- خميس سعد
- زهير بخيت

### تسجيل الأهداف حسب المنتخب
| 8 أهداف - السعودية 6 أهداف - الصين - اليابان 3 أهداف - قطر - الإمارات العربية المتحدة | هدفين - إيران - كوريا الشمالية هدف - تايلاند |

### المراكز النهائية
| مركز                 | فريق                     | لعب | ف | ت | خ | له | عليه | ف.أ | نقاط | فعالية |
| -------------------- | ------------------------ | --- | - | - | - | -- | ---- | --- | ---- | ------ |
| 1                    | اليابان                  | 5   | 3 | 2 | 0 | 6  | 3    | +3  | 8    | 80.0%  |
| 2                    | السعودية                 | 5   | 2 | 2 | 1 | 8  | 3    | +5  | 6    | 60.0%  |
| 3                    | الصين                    | 5   | 1 | 3 | 1 | 6  | 6    | 0   | 5    | 50.0%  |
| 4                    | الإمارات العربية المتحدة | 5   | 1 | 3 | 1 | 3  | 4    | −1  | 5    | 50.0%  |
| خرجوا في الدور الأول |                          |     |   |   |   |    |      |     |      |        |
| 5                    | إيران                    | 3   | 1 | 1 | 1 | 2  | 1    | +1  | 3    | 50.0%  |
| 6                    | قطر                      | 3   | 0 | 2 | 1 | 3  | 4    | −1  | 2    | 33.3%  |
| 7                    | تايلاند                  | 3   | 0 | 2 | 1 | 1  | 5    | −4  | 2    | 33.3%  |
| 8                    | كوريا الشمالية           | 3   | 0 | 1 | 2 | 2  | 5    | −3  | 1    | 16.7%  |

## روابط خارجية
- تفاصيل RSSSF